# شرپی کانگری
شرپی کانگری (انگلیسی: Sherpi Kangri) قله‌ای در رشته‌کوه قراقروم است که در ۵ کیلومتری جنوب قله گهنت کانگری (۷٬۳۸۰ متر) و ۱۰ کیلومتری جنوب‌غربی سالتورو کانگری (۷٬۷۴۲ متر) قرار دارد.
کوه شرپی کانگری بر روی خط موقعیت زمینی واقعی یا در فاصله بسیار کم آن قرار دارد.